# Reformu partija
Reformu partija (Reformpartiet), tidligere Zatlera reformu partija (Zatlers' Reformparti), er et politisk parti i Letland grundlagt den 23. juli 2011 af den tidligere lettiske præsident Valdis Zatlers.
Valdis Zatlers bekendtgjorde den 9. juli 2001, dagen efter han fratrådte sin embedsperiode som Letlands præsident, at han ville danne et nyt politisk parti den 23. juli 2011; den samme dag, hvor en folkeafstemning i Letland om det lettiske parlament Saeimas opløsning afholdtes. Partiet etableredes den 23. juli 2011, og Zatlers valgtes til formand med 251 stemmer mod to.  Zatlers bekendtgjorde, at partiet ikke vil samarbejde med de tre "oligark"-partier – Zaļo un Zemnieku Savienība, Latvijas Pirmā Partija/Latvijas Ceļš og Tautas partija. To uger efter bekendtgørelsen om Zatlers' reformpartis etablering opløstes Tautas partija.